# Minamisatsuma
Minamisatsuma (wörtlich: „Süd-Satsuma“; jap. 南さつま市 -shi, deutsch ‚kreisfreie Stadt Minami-/Süd-Satsuma‘, englisch Minamisatsuma City) ist eine Stadt in der Präfektur Kagoshima auf der Satsuma-Halbinsel.

## Geschichte
Minamisatsuma wurde am 7. November 2005 aus der Vereinigung der Stadt Kaseda (加世田市, -shi), sowie der Gemeinden Bōnotsu (坊津町, -chō), Kasasa (笠沙町, -chō) und Ōura (大浦町, -chō) des Landkreises Kawanabe und Kimpō (金峰町, -chō) des Landkreises Hioki gegründet. Letzterer Landkreis wurde daraufhin aufgelöst.

## Verkehr
- Straßen:
  - Nationalstraße 226, 270

## Sport
Das Stadion von Minamisatsuma wurde im Juni 2019 nach Osako Yuya in "Yuya Osako Stadion" umbenannt.

## Weblinks

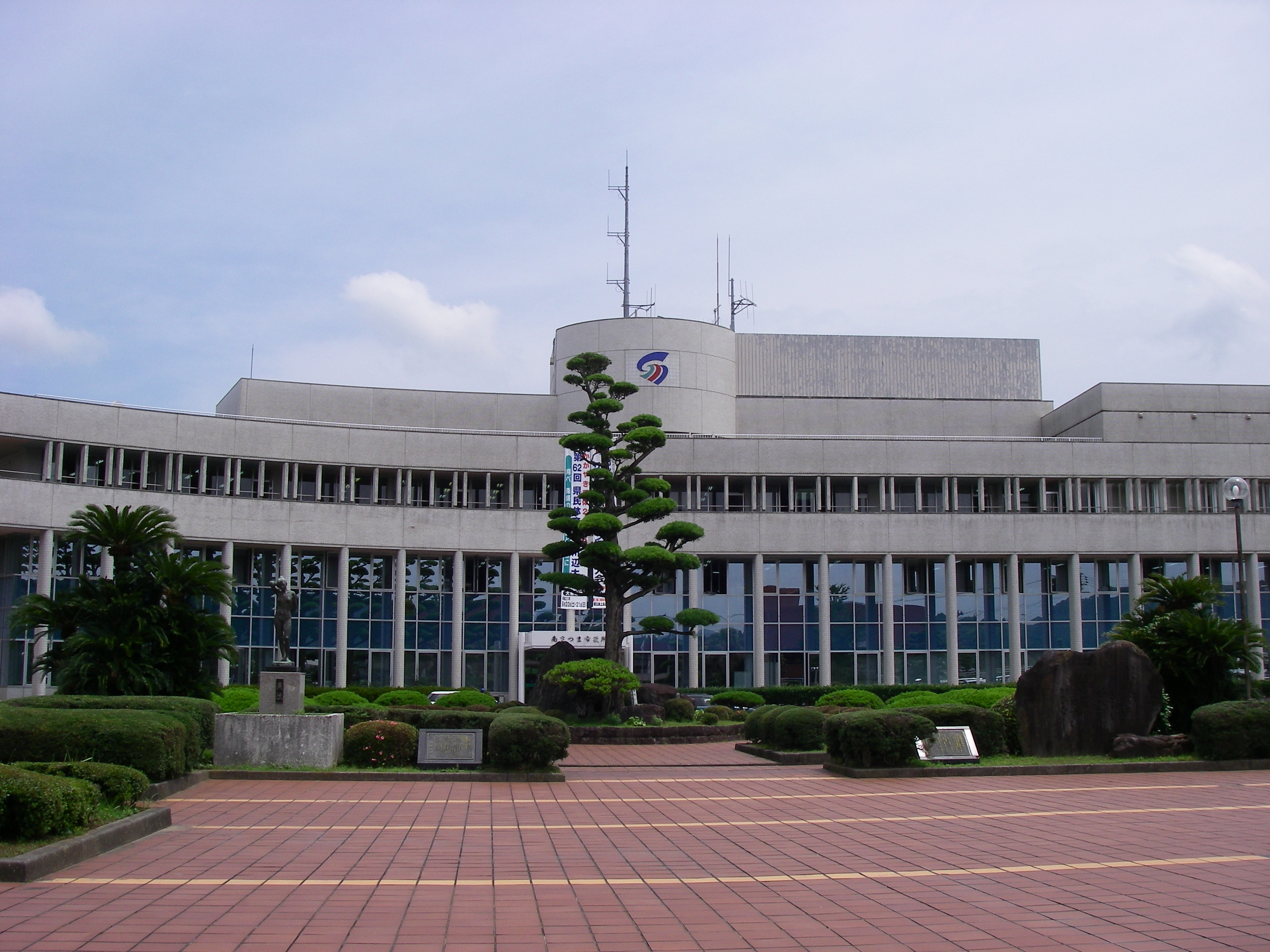
Rathaus von Minamisatsuma

## Angrenzende Städte und Gemeinden
- Makurazaki
- Hioki
- Minamikyūshū